# Marentino
Marentino és un comune (municipi) de la ciutat metropolitana de Torí, a la regió italiana del Piemont, situat a uns 13 quilòmetres a l'est de Torí. A 1 de gener de 2019 la seva població era de 1.306 habitants.
Marentino limita amb els següents municipis: Sciolze, Moncucco Torinese, Montaldo Torinese, Arignano i Andezeno.